# میائو چینگ
میائو چینگ (انگلیسی: Miao Qing؛ زادهٔ ۴ فوریهٔ ۱۹۸۳) بازیکن هندبال اهل چین بود. وی در بازی‌های المپیک تابستانی ۲۰۰۸ شرکت کرده‌است.